# Sân bay quốc tế Košice
Sân bay quốc tế Košice (tiếng Slovakia: Medzinárodné letisko Košice) (IATA: KSC, ICAO: LZKZ) là một sân bay phục vụ Košice, Slovakia và là sân bay quốc tế lớn thứ nhì ở Slovakia. Sân bay này tọa lạc 6 km về phía nam của Nhà thờ St. Elisabeth, 230 m trên mực nước biển, diện tích 3,5 km2. Sân bay này phục vụ cả các tuyến quốc nội, quốc tế, bay thuê bao. Sân bay có thể phục vụ 700.000 lượt khách mỗi năm hay 1000 lượt khách mỗi tiếng đồng hồ.

## Các hãng hàng không và tuyến bay
| Hãng hàng không                                 | Các điểm đến                                       |
| ----------------------------------------------- | -------------------------------------------------- |
| Austrian Airlines cung ứng bởi Tyrolean Airways | Vienna                                             |
| Bulgarian Air Charter                           | Burgas [theo mùa], Varna [seasonal]                |
| Czech Airlines                                  | Praha                                              |
| DanubeWings                                     | Bratislava, Rijeka (theo mùa), Milan-Orio al Serio |